# Административное деление Камбоджи
Территория Камбоджи делится на 24 провинции (кхет, ខេត្ត) и столицу (реатьтхеани, រាជធានី). Провинции делятся на округа (срок, ស្រុក), которые состоят из коммун (кхум, ឃុំ), объединяющих несколько десятков или сотен деревень (пхум, ភូមិ). Города провинциального подчинения (кронг, ក្រុង) делятся на районы (кхан, ខ័ណ្ឌ), состоящие из кварталов (сангкат, សង្កាត់). Сангкат, в свою очередь, состоит из блоков (кром, ក្រុម). По данным переписи 2008 года, страна делится на 23 провинции и столицу Пномпень, приравненную к ним по статусу, 185 округов, 1621 коммуну, 14073 деревни.

## Административные единицы
22 декабря 2008 года король Нородом Сихамони подписал указ, согласно которому были пересмотрены границы некоторых кхетов, а три города центрального подчинения — Каеп, Пайлин и Сиануквиль — приобрели статус провинций. Перечень административных единиц приведен ниже:
| Официальное название на русском | Официальное название на кхмерском | Центр              | Население (2019) | Площадь, км² | Плотность населения | ISO   |
| ------------------------------- | --------------------------------- | ------------------ | ---------------- | ------------ | ------------------- | ----- |
| Бантеймеантьей                  | ខេត្តបន្ទាយមានជ័យ                       | Серейсаопхоан      | 861 883          | 6 679        | 129                 | KH-1  |
| Баттамбанг                      | ខេត្តបាត់ដំបង                          | Баттамбанг         | 997 169          | 11 702       | 84                  | KH-2  |
| Кампонгтям                      | ខេត្តកំពង់ចាម                          | Кампонгтям         | 899 791          | 4 549        | 197                 | KH-3  |
| Кампонгчнанг                    | ខេត្តកំពង់ឆ្នាំង                         | Кампонгчнанг       | 527 027          | 5 521        | 95                  | KH-4  |
| Кампонгспы                      | ខេត្តកំពង់ស្ពឺ                          | Тьбармон           | 877 523          | 7 017        | 124                 | KH-5  |
| Кампонгтхом                     | ខេត្តកំពង់ធំ                           | Кампонгтхом        | 681 549          | 13 814       | 49                  | KH-6  |
| Кампот                          | ខេត្តកំពត                            | Кампот             | 593 829          | 4 873        | 122                 | KH-7  |
| Кандаль                         | ខេត្តកណ្តាល                           | Такмау             | 1 201 581        | 3 179        | 376                 | KH-8  |
| Каеп                            | ខេត្តកែប                             | Каеп               | 42 665           | 336          | 124                 | KH-23 |
| Кахконг                         | ខេត្តកោះកុង                            | Кхемаракпхуминвиль | 125 902          | 10 090       | 12                  | KH-9  |
| Кратьэх                         | ខេត្តក្រចេះ                            | Кратьэх            | 374 755          | 11 094       | 34                  | KH-10 |
| Мондолькири                     | ខេត្តមណ្ឌលគិរី                         | Сенмонором         | 92 213           | 14 288       | 6                   | KH-11 |
| Оддармеантьей                   | ខេត្តឧត្តរមានជ័យ                       | Самроунг           | 276 038          | 6 158        | 42                  | KH-22 |
| Пайлин                          | ខេត្តប៉ៃលិន                            | Пайлин             | 75 112           | 803          | 89                  | KH-24 |
| Пномпень                        | រាជធានីភ្នំពេញ                          | —                  | 2 281 951        | 679          | 3 136               | KH-12 |
| Сиануквиль                      | ខេត្តព្រះសីហនុ                          | Сиануквиль         | 310 072          | 1 938        | 156                 | KH-18 |
| Прэахвихеа                      | ខេត្តព្រះវិហារ                          | Пномтбенгмеантьей  | 254 827          | 13 788       | 18                  | KH-13 |
| Прейвэнг                        | ខេត្តព្រៃវែង                           | Прейвэнг           | 1 057 720        | 4 883        | 217                 | KH-14 |
| Поусат                          | ខេត្តពោធិ៍សាត់                           | Поусат             | 419 752          | 12 692       | 32                  | KH-15 |
| Ратанакири                      | ខេត្តរតនគិរី                          | Банлунг            | 217 453          | 10 782       | 19                  | KH-16 |
| Сиемреап                        | ខេត្តសៀមរាប                           | Сиемреап           | 1 014 234        | 10 299       | 98                  | KH-17 |
| Стынгтраенг                     | ខេត្តស្ទឹងត្រែង                         | Стынгтраенг        | 165 713          | 11 092       | 14                  | KH-19 |
| Свайриенг                       | ខេត្តស្វាយរៀង                          | Свайриенг          | 525 497          | 2 966        | 177                 | KH-20 |
| Такео                           | ខេត្តតាកែវ                            | Доункаеу           | 900 914          | 3 563        | 252                 | KH-21 |
| Тбоунгкнум                      | ខេត្តត្បូងឃ្មុំ                          | Суонг              | 776 841          | 5 250        | 148                 | KH-25 |

## История[4]
В 1904 году провинция Стынгтраенг перешла от Лаоса Камбодже.
К 1949 году территория Камбоджи делилась на 14 провинций: Баттамбанг, Кампонгтям, Кампонгспы, Кампонгтхом, Кампонгчнанг, Кампот, Кандаль, Кратьэх, Поусат, Прейвэнг, Сиемреап, Стынгтраенг, Свайриенг и Такео.
Приблизительно в 1962 году за счёт соседних территорий были образованы провинции Мондолькири, Ратанакири, Кахконг и автономный муниципалитет Пномпень. Примерно в это же время административный центр провинции Кандаль был перенесён из Пномпеня в Такмау.
В 1975—1976 гг. руководство «красных кхмеров» отменило прежнюю систему административного деления. Вместо провинций Демократическая Кампучия делилась на семь зон: Северо-западную, Северную, Северо-восточную, Восточную, Юго-западную, Западную и центральную. Кроме того были учреждены: Кратьэх — Особая зона № 505 и Сиемреап — Особая зона № 106. Такое деление страны было предпринято «красными кхмерами» ещё во время гражданской войны с войсками Лон Нола. Зоны делились на многочисленные регионы (тамбан, кхмер. តំបន់ [tɑmbɑn]).
Во время режима «красных кхмеров», а также в годы вьетнамской оккупации Камбоджи, деревни (пхум) были разделены на «группы», или «блоки» (кром), состоящие из 15—20 дворов. Во главе каждого такого блока стоял мекро́м (букв. «глава блока»). В настоящее время данная система практически не применяется.
В 1977 году ликвидирована Особая зона № 106 (Сиемреап).
В 1979 году в связи с поражением «красных кхмеров» от Единого фронта национального спасения Кампучии (ЕФНСК) зоны были отменены и восстановлено прежнее деление страны на провинции.
В 1980 году за счёт территории провинции Стынгтраенг образована провинция Прэахвихеа.
В 1983 году Кампонгсаом (совр. Сиануквиль) выведен из состава провинции Кампот и преобразован в автономный муниципалитет.
В 1988 году за счёт территорий соседних кхетов (Баттамбанг, Поусат и Сиемреап-Оддармеантьей) была образована провинция Бантеаймеантьей.
В 1995 году статус автономного муниципалитета изменён на кронг (город центрального подчинения). Провинция Сиемреап-Оддармеантьей разделена надвое: Сиемреап (административный центр — г. Сиемреап) и Оддармеантьей (административный центр — г. Самроунг); г. Каеп, расположенный в провинции Кампот, получил статус города центрального подчинения. Кампонгсаом переименован в Сиануквиль (Прэахсиханук).
В 1997 году за счёт территории провинции Баттамбанг образован город центрального подчинения Пайлин (в настоящее время Пайлин, также как Сиануквиль и Каеп, имеет статус провинции).